# Arthur Stanley
Arthur Stanley (18 novembre 1869 – 4 novembre 1947) è stato un politico e attivista umanitario britannico. Fu anche presidente della Joint World Organisation durante la prima e la seconda guerra mondiale.

## Biografia
Arthur Stanley nacque il 18 novembre 1869, terzogenito di  Lord Frederick Stanley (successivamente sedicesimo Conte di Derby) e Lady Constance Villiers (successivamente Contessa di Derby). Fu uno dei loro dieci figli, nonostante due non sopravvissero all'infanzia: il suo gemello, Geoffrey, morì il 16 marzo 1871 e sua sorella, Katherine Mary, morì più avanti nello stesso anno, il 21 ottobre. Si trasferì in Canada con la sua famiglia dopo che il padre fu nominato Governatore generale del Canada nel 1888 e divenne un accanito giocatore di  hockey su ghiaccio. Lì divenne membro dei Rideau Hall Rebels, una delle prime squadre di hockey su ghiaccio in Canada, e giocò a fianco di suo fratello maggiore Edward (successivamente diciassettesimo Conte di Derby).
La famiglia ritornò in Inghilterra nel 1893 e nel 1898 Stanley fu eletto come membro del Parlamento per il collegio di Ormskirk, una carica che ricoprì fino al 1918. Fu inoltre Gran Maestro Provinciale della massoneria nell'Isola di Man dal 1902 al 1912 ed ebbe una loggia intitolata a suo nome. Dal 1905 al 1936 fu presidente del Royal Automobile Club e dal 1917 al 1943 tesoriere del St Thomas' Hospital. Nel 1917 fu nominato cavaliere.
Stanley fece parte della Croce Rossa Britannica durante tutta la sua carriera professionale e fu inoltre presidente della Joint War Organisation (appartenente alla Croce Rossa e all'Ordine di San Giovanni) durante tutte le due guerre mondiali.
Morì, non sposato, nel 4 novembre 1947.

## Ascendenza
|                                          |                      |                                                | Genitori                                |  |  | Nonni |  |  | Bisnonni                                  |  |  | Trisnonni                                |  |
|                                          |                      |                                                |                                         |  |  |       |  |  | Edward Smith-Stanley, XIII conte di Derby |  |  | Edward Smith-Stanley, XII conte di Derby |  |
|                                          |                      |                                                |                                         |  |  |       |  |  | Edward Smith-Stanley, XIII conte di Derby |  |  | Edward Smith-Stanley, XII conte di Derby |  |
|                                          |                      | lady Elizabeth Hamilton                        |                                         |  |  |       |  |  | Edward Smith-Stanley, XIII conte di Derby |  |  |                                          |  |
| Edward Smith-Stanley, XIV conte di Derby |                      |                                                |                                         |  |  |       |  |  | Edward Smith-Stanley, XIII conte di Derby |  |  |                                          |  |
|                                          |                      | Charlotte Margaret Hornby                      | rev. Geoffrey Hornby                    |  |  |       |  |  |                                           |  |  |                                          |  |
|                                          |                      | Charlotte Margaret Hornby                      | rev. Geoffrey Hornby                    |  |  |       |  |  |                                           |  |  |                                          |  |
|                                          |                      | Charlotte Margaret Hornby                      | lady Lucy Smith-Stanley                 |  |  |       |  |  |                                           |  |  |                                          |  |
| Frederick Stanley, XVI conte di Derby    |                      | Charlotte Margaret Hornby                      |                                         |  |  |       |  |  |                                           |  |  |                                          |  |
|                                          |                      | Edward Bootle-Wilbraham, I barone Skelmersdale | Richard Wilbraham-Bootle                |  |  |       |  |  |                                           |  |  |                                          |  |
|                                          |                      | Edward Bootle-Wilbraham, I barone Skelmersdale | Richard Wilbraham-Bootle                |  |  |       |  |  |                                           |  |  |                                          |  |
|                                          |                      | Edward Bootle-Wilbraham, I barone Skelmersdale | Mary Bootle                             |  |  |       |  |  |                                           |  |  |                                          |  |
| hon. Emma Caroline Bootle-Wilbraham      |                      | Edward Bootle-Wilbraham, I barone Skelmersdale |                                         |  |  |       |  |  |                                           |  |  |                                          |  |
|                                          |                      | Mary Elizabeth Taylor                          | rev. Edward Taylor                      |  |  |       |  |  |                                           |  |  |                                          |  |
|                                          |                      | Mary Elizabeth Taylor                          | rev. Edward Taylor                      |  |  |       |  |  |                                           |  |  |                                          |  |
|                                          |                      | Mary Elizabeth Taylor                          | Margaret Payler                         |  |  |       |  |  |                                           |  |  |                                          |  |
| lord Arthur Stanley                      |                      | Mary Elizabeth Taylor                          |                                         |  |  |       |  |  |                                           |  |  |                                          |  |
|                                          | lord George Villiers | Thomas Villiers, I conte di Clarendon          |                                         |  |  |       |  |  |                                           |  |  |                                          |  |
|                                          | lord George Villiers | Thomas Villiers, I conte di Clarendon          |                                         |  |  |       |  |  |                                           |  |  |                                          |  |
|                                          | lord George Villiers | lady Charlotte Capell                          |                                         |  |  |       |  |  |                                           |  |  |                                          |  |
| George Villiers, IV conte di Clarendon   | lord George Villiers |                                                |                                         |  |  |       |  |  |                                           |  |  |                                          |  |
|                                          |                      | hon. Theresa Parker                            | John Parker, I barone Boringdon         |  |  |       |  |  |                                           |  |  |                                          |  |
|                                          |                      | hon. Theresa Parker                            | John Parker, I barone Boringdon         |  |  |       |  |  |                                           |  |  |                                          |  |
|                                          |                      | hon. Theresa Parker                            | Theresa Robinson                        |  |  |       |  |  |                                           |  |  |                                          |  |
| lady Constance Villiers                  |                      | hon. Theresa Parker                            |                                         |  |  |       |  |  |                                           |  |  |                                          |  |
|                                          |                      | James Grimston, I conte di Verulam             | James Grimston, III visconte Grimston   |  |  |       |  |  |                                           |  |  |                                          |  |
|                                          |                      | James Grimston, I conte di Verulam             | James Grimston, III visconte Grimston   |  |  |       |  |  |                                           |  |  |                                          |  |
|                                          |                      | James Grimston, I conte di Verulam             | Harriot Walter                          |  |  |       |  |  |                                           |  |  |                                          |  |
| lady Katherine Grimston                  |                      | James Grimston, I conte di Verulam             |                                         |  |  |       |  |  |                                           |  |  |                                          |  |
|                                          |                      | lady Charlotte Jenkinson                       | Charles Jenkinson, I conte di Liverpool |  |  |       |  |  |                                           |  |  |                                          |  |
|                                          |                      | lady Charlotte Jenkinson                       | Charles Jenkinson, I conte di Liverpool |  |  |       |  |  |                                           |  |  |                                          |  |
|                                          |                      | lady Charlotte Jenkinson                       | Catherine Bishopp                       |  |  |       |  |  |                                           |  |  |                                          |  |
|                                          |                      | lady Charlotte Jenkinson                       |                                         |  |  |       |  |  |                                           |  |  |                                          |  |